# Brachylophus gau
Iguana Gau (Brachylophus gau) este o specie endemică de iguane descoperită Insula Gau din arhipelagului Fiji. 
Aceasta trăiește predominant în pădurile bine conservate din zonele înalte ale insulei, cu populații mai reduse în pădurile degradate de pe coastă. Specia se distinge prin modelul cromatic distinct al masculilor – cu dungi albastre și verde-strălucitor – și gâtul uniform verde, precum și prin dimensiunile sale reduse, fiind cu aproximativ 13% mai mică decât alte iguanide regionale și cu 40% mai mică decât cea mai mare specie cunoscută din Pacificul de Sud.
Prima atestare științifică a speciei datează din 1854, când naturalistul scoțian John MacGillivray a identificat-o în timpul expediției sale la bordul navei HMS Herald. Descrierea taxonomică completă a fost însă publicată abia în 2017, după analize amănunțite ale morfologiei și ADN-ului.
Această iguană este clasificată ca specie pe cale de dispariție pe Lista Roșie a IUCN, confruntându-se cu amenințări critice. Prădătorii invazivi, precum șobolanul negru (Rattus rattus), șobolanul polinezian (Rattus exulans), pisicile sălbatice (Felis catus) și caprele domestice (Capra hircus), distrug ouăle și juvenilii. Deforestarea prin incendii deliberate, efectuate pentru extinderea terenurilor agricole, transformă progresiv pădurile în pășuni, reducând habitatul natural. Schimbările climatice reprezintă o amenințare suplimentară prin intensificarea frecvenței ciclonelor, care creează lacune în păduri, ulterior colonizate de plante și insecte invazive precum Mikania micrantha și furnici agresive (Anoplolepis gracilipes).